# Pseudalomya praevara
Pseudalomya praevara är en stekelart som beskrevs av Telenga 1930. Pseudalomya praevara ingår i släktet Pseudalomya och familjen brokparasitsteklar. Inga underarter finns listade i Catalogue of Life.